# Pomník padlým v 1. světové válce (Heřmaň)
Pomník padlým v obci Heřmaň v okrese České Budějovice je mohyla nacházející se asi 200 m jižně od vsi na kraji lesa.

## Historie
V roce 1920 byl ve vsi ustanoven Pomníkový kroužek za účelem uctění památky vojínů padlých během světové války. Pod vedením místního rodáka, poštmistra Josefa Krátkého se podařilo získat od Vyšebroddkého kláštera pozemek i finance na zakoupení kamenů - práce byly vykonávány zdarma. Na místě byla navršena mohyla, na které byl na jménech čtyř českých velikánů vztyčen žulový jehlan připomínající vznik republiky. Kolem mohyly pak jedenáct kamenů se jmény, podobenkami a daty úmrtí místních vojínů.
Asi 50 m jižně od mohyly byl vztyčen kamenný kříž.
Slavnostní odhalení bylo 4. září 1921 za účasti mnoha lidí z okolí i příbuzných padlých..
V roce 2011 byl pomník opraven. Pomník je evidován v Centrální evidenci válečných hrobů vedené ministerstvem obrany.

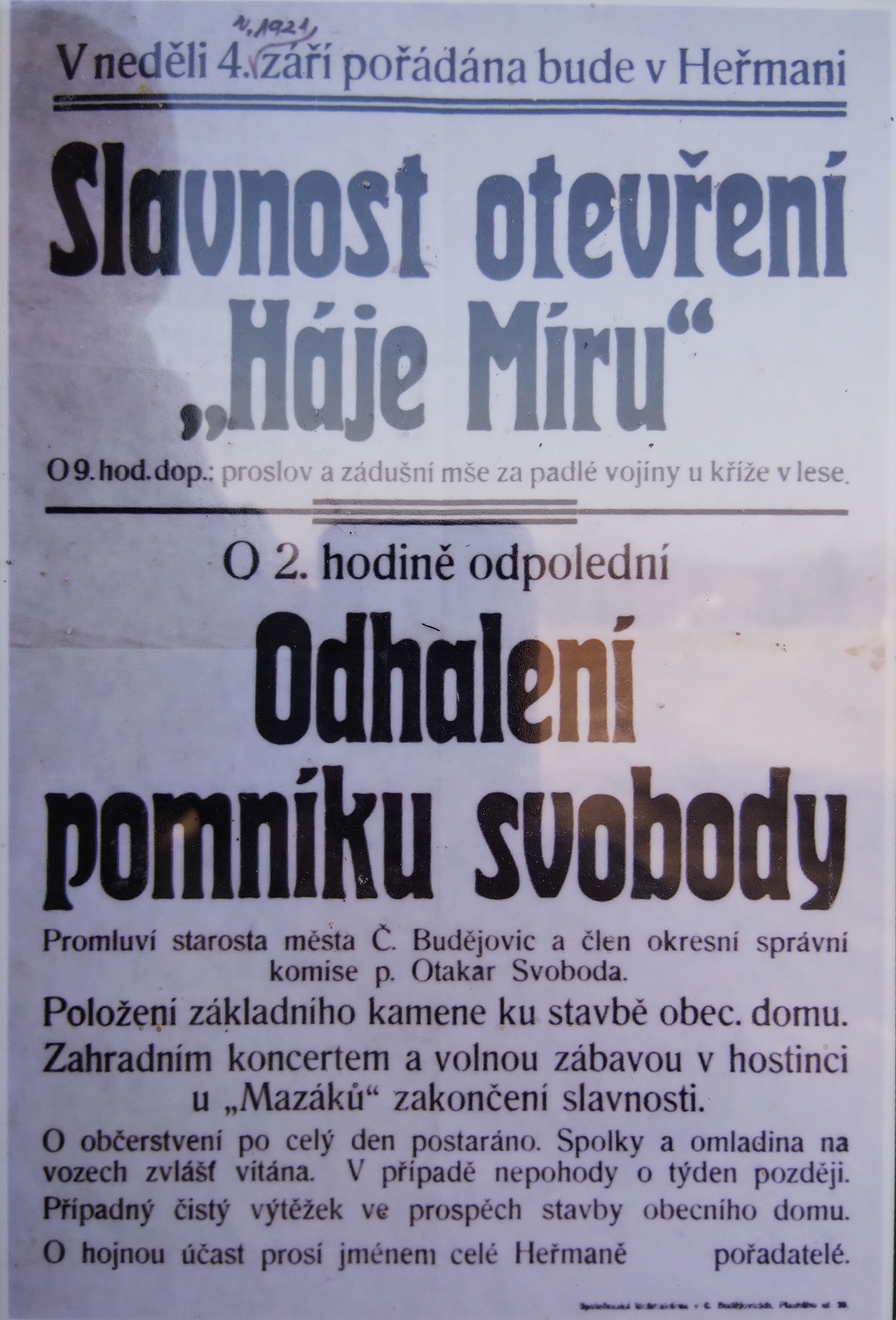
plakát zvoucí na odhalení pomníku

## Popis

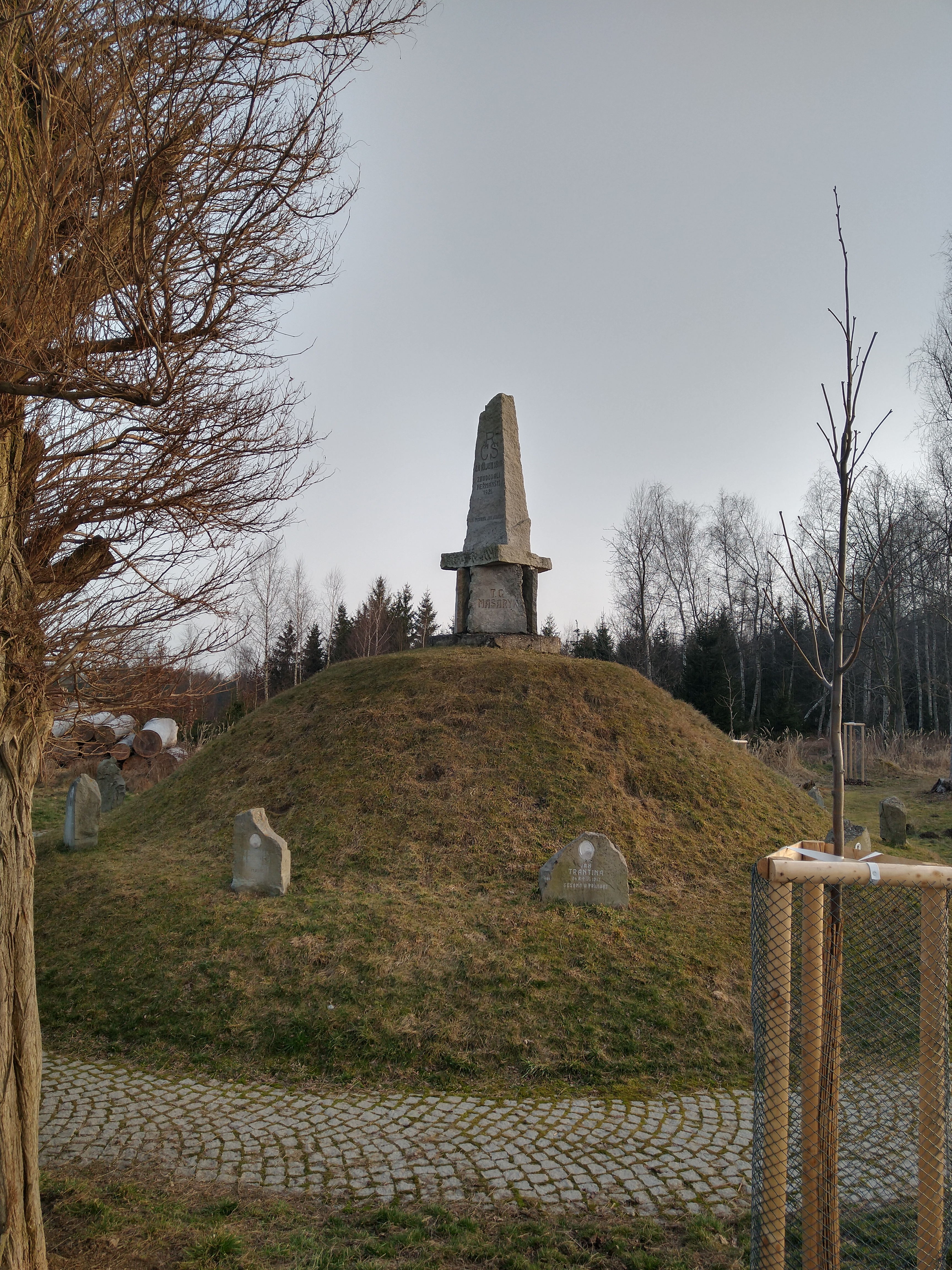
Mohyla ve směru od obce

Na vrcholu asi 3 m vysoké mohyly se nachází čtyři žulové desky se jmény T. G. Masaryka, Jana Žižky, Jana Husa a Jana A. Komenského. Nad nimi je žulový jehlan připomínající vznik republiky. Kolem mohyly je jedenáct kamenů, na každém z nich je jméno, podobenka, věk a místo s datem úmrtí. Původní podobenky se nedochovaly, dnes jsou nahrazeny generickým obrázkem vojáka.
V těsné blízkosti pomníku byl, na své přání, pochován Josef Krátký (*17.1.1883 Heřmaň, + 7.9.1958 Praha-Jinonice – (zakladatel pomníku, poštmistr a kronikář) se svou ženu Elsou (*20.7.1887 Wídeň, +12.10.1942 Vidov).
Na náhrobní desce je v záhlaví uvedeno: „… vrátil jsem se“